# Dieter Grabe
Dieter Grabe (nascido em 13 de setembro de 1945) é um ex-ciclista de estrada alemão que competiu no ciclismo nos Jogos Olímpicos de Verão de 1968.